# Calendari suec
El calendari suec fou utilitzat a Suècia des de l'1 de març de 1700 fins al 30 de febrer de 1712  i equivalia al calendari julià però amb un dia de diferència. El novembre de 1699 es va decidir que Suècia començaria a adoptar el nou calendari gregorià a partir de 1700.

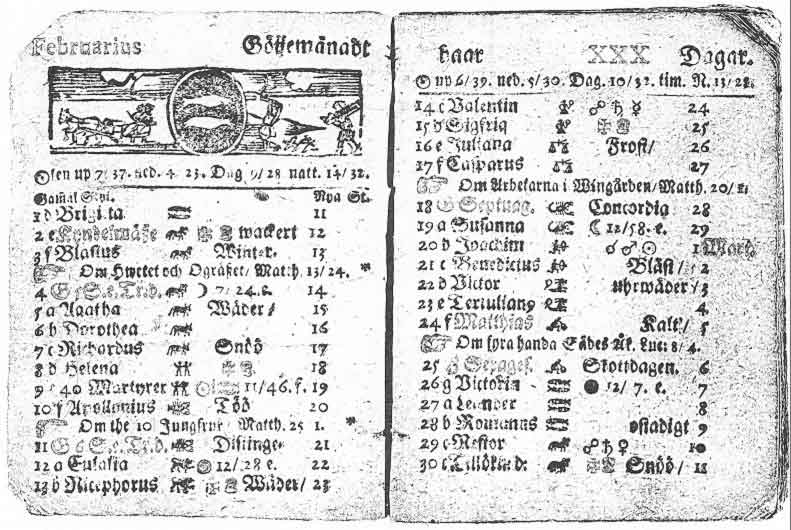
Almanac suec que indica 30 dies al febrer de 1712

El procés havia de reduir-se gradualment un dia per any, durant onze anys. Algunes fonts indiquen que la intenció era saltar-se tots els dies intercalats entre 1700 i 1740, per a acostar-se al calendari gregorià. Segons el pla, l'any que era de traspàs en el calendari julià no ho va ser a Suècia, però no es van efectuar més reduccions suplementàries en els anys successius. El 1711, el rei Carles XII va declarar que Suècia abandonaria aquest calendari, que no s'utilitzava per cap altra nació i que no va complir el seu objectiu en favor del retorn a l'antic calendari julià. Per a tornar a sincronitzar-se amb aquest va fer afegir un dia suplementari al febrer de 1712 que es va convertir doblement en any de traspàs i va comptar amb un mes de febrer de 30 dies.
El 1753, Suècia finalment va utilitzar el calendari gregorià i el salt d'onze dies es va dur a terme passant del 17 de febrer a l'1 de març. Tot i això, Suècia no va acceptar les regles gregorianes per a determinar Pàsqua fins al 1844. Després de l'adopció del calendari solar gregorià el 1753, tres dates de Pasqua astronòmiques van ser una setmana més tard que la Pasqua gregoriana el 1802, 1805 i 1818. Abans que Suècia adoptés formalment la Pasqua gregoriana el 1844, dues més haurien d'haver-se endarrerit el 1825 i el 1829, però no ho van fer.
Finlàndia va formar part de Suècia fins al 1809, quan va esdevenir l'autònom Gran Ducat de Finlàndia dins de l'Imperi Rus a causa de la Guerra de Finlàndia. Fins al 1866, Finlàndia va continuar observant la Pasqua astronòmica, que va ser una setmana després de la Pasqua gregoriana el 1818, 1825, 1829 i 1845. No obstant això, Rússia utilitzava aleshores el calendari Julià i la Pasqua Juliana, de manera que la comparació donada anteriorment s'aplica: que la Pasqua astronòmica coincidia amb la Pasqua Juliana aproximadament cada tres anys, però de vegades era anterior al 22 de març del calendari Julià.